# Elektrostahlwerk

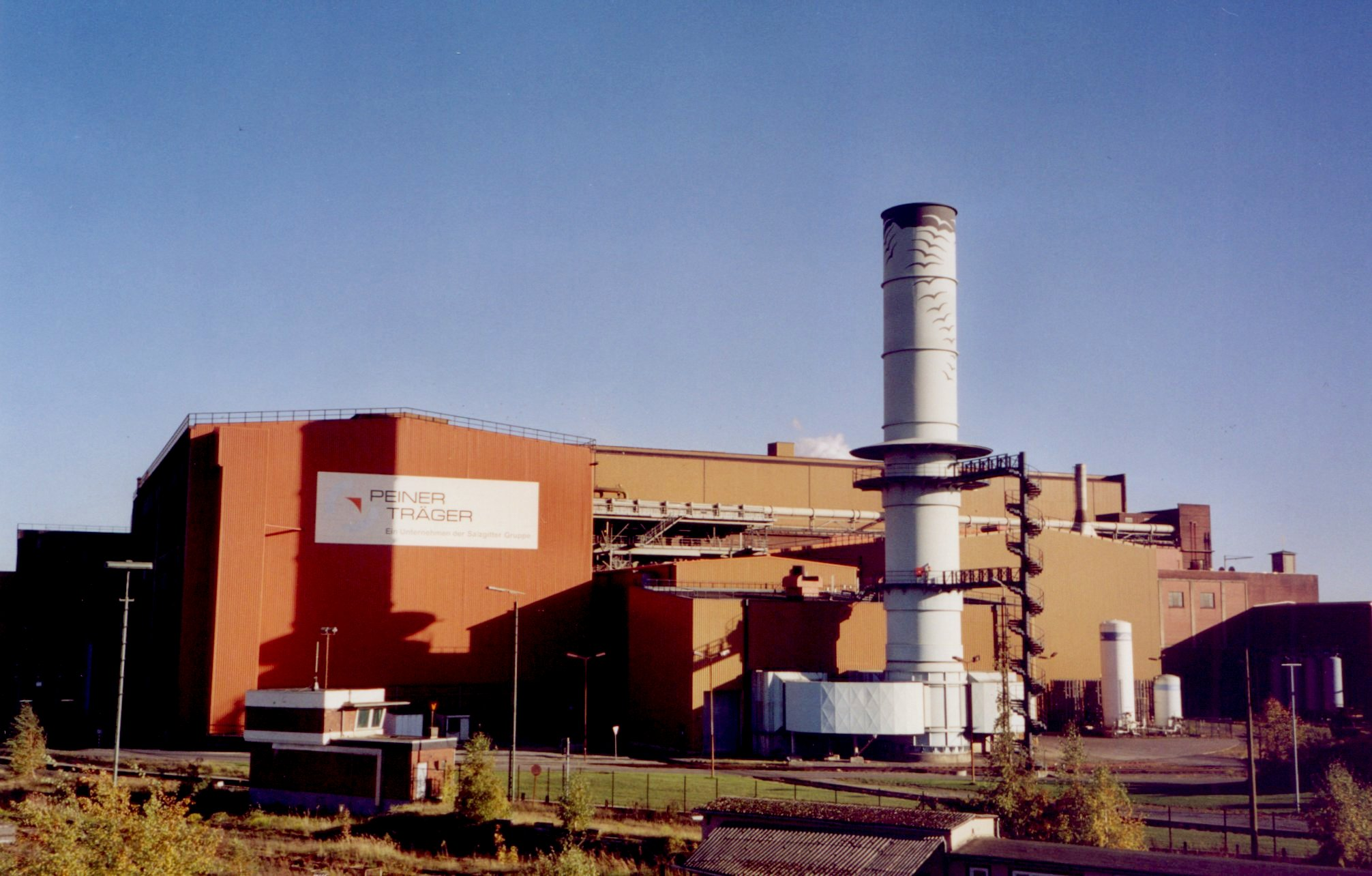
Elektrostahlwerk der Salzgitter AG in Peine

In einem Elektrostahlwerk wird in einem Lichtbogenofen oder bei kleinen Mengen im Induktionstiegelofen bei 1500 bis 1800 °C Stahl aus Rohstoffen (meist Schrott) erzeugt. Die Arbeitsweise der Elektrostahlöfen erlaubt die Herstellung von Edelstahl und auch von Schnellarbeitsstählen und Sonderstählen.
Das erste Elektrostahlwerk der Welt wurde 1906 in Remscheid von den Edelstahlwerken Lindenberg in Betrieb genommen. Eines der modernsten Werke in Deutschland betreibt die Salzgitter AG. Weitere Elektrostahlwerke betreibt in Deutschland die Deutsche Edelstahlwerke Specialty Steel. Im Mai 2022 soll bei Voestalpine in Kapfenberg das modernste Elektrostahlwerk weltweit und gleichzeitig der erste Neubau eines europäischen Stahlwerkes seit vierzig Jahren den Betrieb aufnehmen. Die Kosten der notwendigen elektrischen Energie sind in Elektrostahlwerken wesentlich höher als bei klassischen mit Koks befeuerten Hochöfen.